# Tally Hall
Tally Hall – amerykański zespół rockowy stworzony w Ann Arbor w grudniu 2002 i publicznie aktywny aż do końca swojej trasy  koncertowej "Good & Evil" w 2011. Zespół znany jest z optymistycznych melodii i dziwacznych tekstów, a także z rzeszy oddanych fanów na portalach społecznościowych. Członkowie pierwotnie opisali swój styl muzyczny jako „chwiejny rock”, a później opisali go jako "fabloo" aby ich muzyka nie była definiowana przez żaden konkretny gatunek po tym, jak krytycy zaczęli definiować cechy „chwiejnego rocka”.
Tally Hall składa się z pięciu członków (każdy z nich wyróżnia się kolorem krawata), są to: gitarzysta Rob Cantor (żółty krawat), gitarzysta Joe Hawley (czerwony krawat), perkusista Ross Federman (szary krawat), klawiszowiec Andrew Horowitz (zielony krawat) i basista Zubin Sedghi (niebieski krawat). Partner na trasie koncertowej Casey Shea, producent i roadie Bora Karaca oraz gospodarz lokalnego programu radiowego Tree Town Sound Matthew Altruda również mają specjalne kolory swoich krawatów (odpowiednio czarny, pomarańczowy i różowy). Każdy z pięciu członków jest również wokalistą dla zespołu.
Niektórzy członkowie Tally Hall (Rob Cantor, Joe Hawley i Zubin Sedghi) tworzyli muzykę do Happy Monster Band, serialu telewizyjnego dla dzieci emitowanego w Playhouse Disney.

## Historia

### Wczesne lata iMarvin's Marvelous Mechanical Museum
Andrew Horowitz, urodzony w Warren w stanie New Jersey, zaczął komponować w 1991, w wieku ośmiu lat. Studiował kompozycję na Uniwersytecie w Michigan, gdzie poznał Roba Cantora, który chodził do liceum z Zubinem Sedghim i dołączył do grupy komediowej Joe Hawleya o nazwie AnonyMous. Oryginalny perkusista zespołu, Steve Gallagher, opuścił go w maju 2004. Zastąpił go Ross Federman, którego Joe znał z liceum.

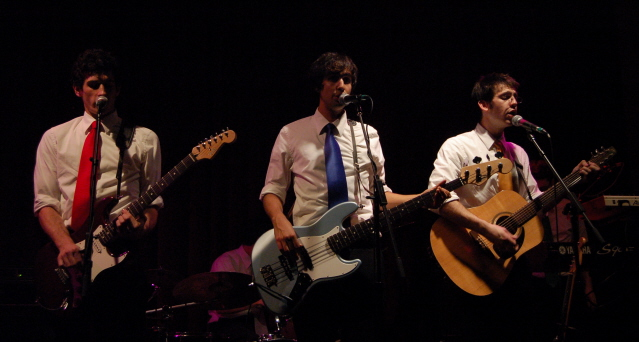
Tally Hall występujący w Filadelfii, październik 2006. Na zdjęciu od lewej: Joe Hawley, Zubin Sedghi i Rob Cantor. Z tyłu widoczna sylwetka Rossa Federmana.

24 października 2005 zespół wydał swój debiutowy album studyjny, Marvin's Marvelous Mechanical Museum z gościnnym udziałem skrzypka Jeremy'ego Kittela. Wydali album ponownie 12 września 2006 z ramienia lokalnego wydawnictwa Quack! Media. Wtedy zespół przyciągnął uwagę mediów, wykonując swoją piosenkę Good Day w talk-showie The Late Late Show with Craig Ferguson, jak również pojawiając się w segmencie MTV You Hear It First we wrześniu 2006. W 2007 zespół pojawił się na festiwalu muzycznym South by Southwest. W marcu 2007 zespół podpisał kontrakt z Atlantic Records i drugi raz wydał swój pierwszy album ponownie 1 kwietnia 2008. W sierpniu 2008 zespół występował na festiwalu Lollapalooza.
Zespół z powrotem pojawił się w The Late Late Show with Craig Ferguson by wypromować swój nowo powstały serial internetowy Tally Hall's Internet Show (THIS). Wykonał piosenkę Welcome to Tally Hall w nowo założonych czarnych kamizelkach, tradycyjnych kolorowych krawatach, białych koszulach i czarnych spodniach. Po skończeniu pracy nad pierwszym albumem zespół pracował nad paroma projektami takimi  jak cover piosenki Smile Like You Mean It zespołu The Killers dla serialu Życie na fali.

### Trasy Koncertowe iGood & Evil

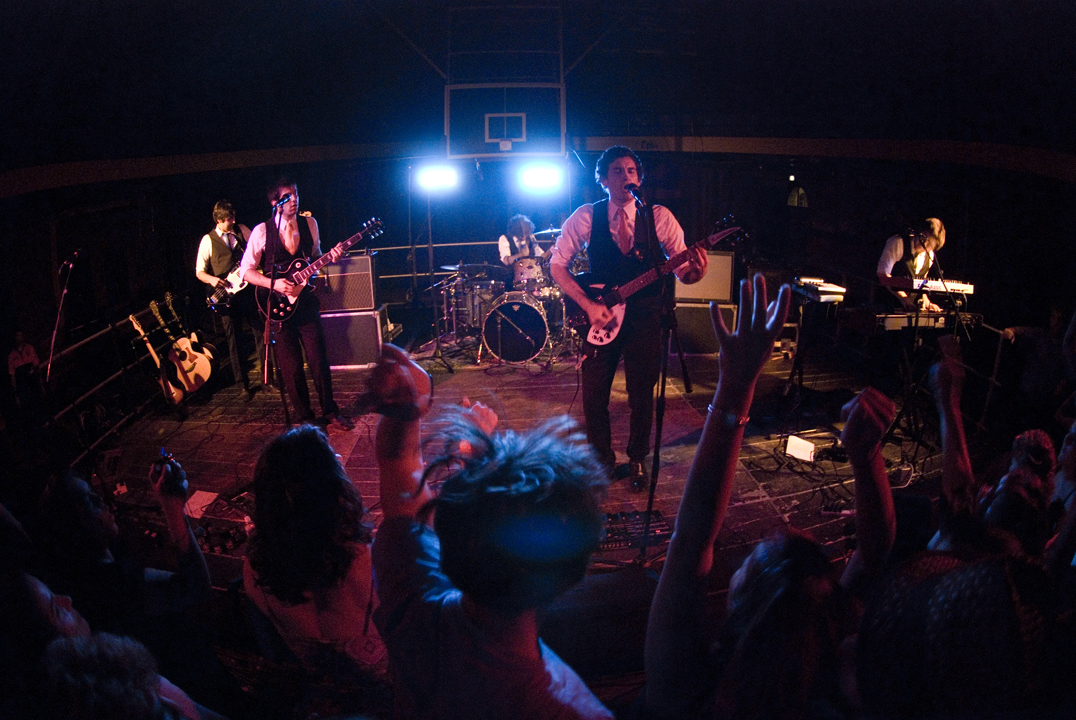
Tally Hall występujący w Massachusetts, 2008. Na zdjęciu od lewej: Zubin Sedghi, Rob Cantor, Ross Federman, Joe Hawley, Andrew Horowitz

9 września 2009 Tally Hall wydało piosenkę Light & Night z udziałem Nellie McKay do bezpłatnego pobrania, gdy klienci Walmartu kupili książkę The Magician's Elephant autorstwa Kate DiCamillo, opublikowaną tego samego dnia.
W 2010 z trasy koncertowej prowadzonej razem z zespołami Jukebox the Ghost i Skybox wycofał się Joe Hawley. Został zastąpiony do końca roku przez Caseya Shea, który ubierał czarny krawat. 25 marca 2011 zespół ogłosił, że wszyscy jego członkowie nadal są razem. Później w tym samym roku zespół zmienił swojego menedżera z The Hornblow Group na Stiletto Entertainment.
Drugi album Tally Hall, Good & Evil, został wydany w 2011 za pośrednictwem lokalnego wydawnictwa Quack! Media. Album został nagrany w późnym 2009, ale przez opóźnienia spowodowane przez kruszący się kontrakt z Atlantic Records został on wydany 3 lata później. By promować album, zespół stworzył konkurs, którego zwycięzca byłby nagrodzony piosenką o nim. Konkurs wygrał uczeń liceum Nathan Naimark, a piosenka o nim została wydana niedługo później. Mniej więcej w tym samym czasie zespół razem z Caseyem Shea stworzył cover piosenki Flo Ridy Club Can't Handle Me. Według Andrew Horowitza pochodzenie coveru wywodzi się z sugestii, jaką zespół złożył wydawnictwu Atlantic Records, gdzie co tydzieńmogliby nagrywać i wydawać covery innych artystów którzy mieli kontrakt z wydawnictwem, z piosenką przedstawioną jako przykład. Atlantic odrzucił ten pomysł, co skłoniło zespół do wydania utworu po rozstaniu z nimi.
Po wydaniu drugiego albumu i jego trasie koncertowej Tally Hall przestał być aktywny, a wszyscy członkowie zespołu rozpoczęli niezależne przedsięwzięcia, chociaż przy niektórych projektach ponownie współpracowało paru członków.

### Praca Solowa poGood & Evil

#### Andrew Horowitz
Andrew Horowitz pod pseudonimem Edu wydał solowy album sketches (potem wydał go ponownie jako sketches 3d) w 2012. Ponadto grał na pianinie w albumie Johna Legenda Love in the Future. W 2018 Horowitz wydał etudes, album studyjny złożony z kompozycji na fortepian stworzonych przez niego w 2003. Sequel nazwany etudes II został wydany w kwietniu 2019 i był złożony z kompozycji napisanych w 2005. W maju 2020 zapoczątkował serię instagramowych transmisji na żywo pt. Keep Up The Good Work w których rozmawiał z gośćmi takimi jak Ross Federman, czy Zubin Sedghi. 29 kwietnia 2024 ogłoszono, że Horowitz wystąpi na corocznym koncercie Sonic Lunch w Michigan.

#### Ross Federman
Ross Federman okazjonalnie był producentem, perkusistą i DJ-em pod pseudonimem Mr. F, ale skupił się na swojej edukacji. W 2013 roku ukończył studia na Uniwersytecie Michigan, uzyskując tytuł licencjata w dziedzinie biologii komórkowej i molekularnej, później uzyskując stopień doktora na Uniwersytecie Yale w maju 2019.

#### Joe Hawley
11 września 2012 Joe Hawley pod nazwą ミラクルミュージカル (Miracle Musical) wydał singel Variations on a Cloud i 12 grudnia tego samego roku album koncepcyjny Hawaii: Part II. Ross Federman i Bora Karaca pracowali nad albumem z Hawleyem, za to Zubin Sedghi udzielił wokali do utworu White Ball, a Rob Cantor do utworu Time Machine. Hawley nie wypowiadał się jasno na temat ogólnej historii albumu, w pewnym momencie cytując jako inspirację zamachy z 11 września 2001 roku, jednak zaprzeczył temu w innych wywiadach. Kilka piosenek z albumu, takich jak Murders i The Mind Electric, zyskało popularność na TikToku i innych mediach społecznościowych. Album zawierający dema i sample zatytułowany Hawaii: Part II: Part ii oraz cover piosenki Candle on the Water został wydany w 2014 roku pod tym samym tytułem. Album zawierający 6 8-bitowych wersji zatytułowany Hawaii Partii został wydany w 2015 roku jako ścieżka dźwiękowa do promocyjnej gry komputerowej Labyrinth.
W 2016 Hawley ogłosił. że tworzy komediowy hip-hopowy album Joe Hawley Joe Hawley, który został wydany pod jego własnym imieniem w październiku na Bandcampie. Album został później usunięty ze względu na samplowaną muzykę chronioną prawem autorskim. Aby uniknąć praw autorskich, Hawley wydał γɘlwɒH ɘoႱ γɘlwɒH ɘoႱ 16 kwietnia 2019, odwróconą wersję albumu na Bandcampie i Spotify. 11 listopada 2020 skrócona wersja oryginalnego albumu została wydana na Apple Music i Spotify. Brakowało w niej 13 i ostatniego utworu – coveru utworu White Rabbit  zespołu Jefferson Airplane, przez problemy z prawami autorskimi, których Hawley nie mógł rozwiązać.

#### Zubin Sedghi
Zubin Sedghi, oprócz pojawienia się gościnnie na albumie Hawleya Hawaii: Part II, skupił się na swoim życiu prywatnym. W 2012 roku ukończył studia na Uniwersytecie Michigan, uzyskując tytuł licencjata z wyróżnieniem w dziedzinie neurologii, a następnie w 2016 roku uzyskał doktorat z medycyny osteopatycznej na  Uniwersytecie Touro w Kalifornii. Pracuje jako lekarz rodzinny i mieszka w Hrabstwie Orange. Ma żonę i dwoje dzieci.

#### Rob Cantor
Rob Cantor wydał swój album solowy, Not a Trampoline, 14 kwietnia 2014. Do tego stworzył wiele sławnych filmików na YouTube, takich jak Shia LaBeouf Live, Christian Bale Is At Your Party i 29 Celebrity Impressions, 1 Original Song. Napisał i wyprodukował również wiele piosenek dla seriali Disney Junior.

#### Cały Zespół
W 2015 roku Tally Hall wydało na Bandcampie demowy LP Admittedly Incomplete Demos, nawiązujący do ich wcześniejszego LP Complete Demos. Zawiera dema, niewydane utwory, występy na żywo i studyjne covery piosenek The Minstrel Boy i Just A Friend. Ten ostatni został ponownie wydany w sierpniu 2019 roku jako singel i dołączony jako utwór dodatkowy do reedycji Marvin's Marvelous Mechanical Museum z 2021 roku. W kwietniu 2022 r. dodano 2 nowe dema: Welcome to Tally Hall (Reprise) (Demo) i Hymn For a Scarecrow (Demo).
W 2021 roku Needlejuice Records ponownie wydało Marvin's Marvelous Mechanical Museum na winylu, płycie CD i kasecie, wydając go również w czerwcu na płytę MiniDisc zbiegającą się z Międzynarodowym Dniem MiniDisc. 26 sierpnia 2022 r. do publiki trafiły zamówienia w przedsprzedaży na reedycję Good & Evil wraz z 7-calowym winylem Turn the Lights Off ze wspomnianym utworem na stronie A i Light & Night na stronie B.
Od czasu przerwy w działalności zespołu członkowie dyskutowali, czy zespół powróci z trzecim albumem. Podczas gdy Hawley obiecał to w mediach społecznościowych, a Sedghi żartobliwie stwierdził, że wrócą, jeśli otrzymają „trzydzieści lub czterdzieści milionów słuchaczy miesięcznie” za pośrednictwem wiadomości dla Spotify Wrapped, ten ostatni, Horowitz, Federman i Cantor oświadczyli inaczej na koncie na Twitterze Horowitza, podając zdrowie psychiczne Hawleya jako główny powód braku powrotu zespołu.
W grudniu 2023 roku Andrew Horowitz w towarzystwie Bory Karacy na gitarze otwierał występy zespołu Jukebox the Ghost, także w kwietniu 2024, tym razem z Rossem Federmanem na perkusji.

## Filmy
Kiedy zespół powstał, Joe Hawley współpracował z grupą komediową AnonyMous. Grupa nakręciła kilka filmów zawierających humorystyczne skecze i teledyski, z których ten ostatni zawierał piosenki Tally Hall, takie jak Banana Man, co zaowocowało znaczącym rozgłosem na stronie internetowej Albino Blacksheep.
W sierpniu 2008 roku zespół wykonał na żywo zestaw wideo składający się z trzech utworów dla LiveDaily Sessions, w tym utwory Good Day, Be Born i Greener, którego premiera odbyła się 28 sierpnia 2008 roku. Grał również kilkakrotnie w Fearless Music, grając takie utwory jak Be Born, Ruler of Everything, Misery Fell, Good Day i Banana Man.
W lipcu 2014 roku członek zespołu Rob Cantor opublikował wideo, w którym wykonał swoją piosenkę Perfect, śpiewając głosem 29 celebrytów. W teledysku Cantorowi towarzyszy Andrew Horowitz na fortepianie i chórkach. Film uzyskał ponad 7 000 000 wyświetleń w ciągu 10 dni. Wkrótce potem Cantor ujawnił, że wideo jest wyszukanym oszustwem.

### Tally Hall's Internet Showi teledyski
15 września 2008 roku zespół zadebiutował w dziesięcioodcinkowym, stworzonym przez dwa tygodnie serialu rozrywkowym Tally Hall's Internet Show (THIS). Każdy odcinek trwał 8–11 minut i został opublikowany na ich stronie internetowej. Treści zawierały głównie skecze komediowe i teledyski. Pierwszy odcinek został zatytułowany na cześć ich singla Good Day i zawierał teledysk do niego, który został później wydany na YouTube. Inne teledyski stworzone na potrzeby serialu to Dream, Welcome to Tally Hall, Two Wuv, The Whole World and You, Greener, Ruler of Everything i Hidden in the Sand Teledyski do Taken for a Ride i Turn the Lights Off zostały dodatkowo wydane poza serialem, a teledysk do „&” był planowany, ale pomysł został porzucony.

#### Lista odcinków
1. Good Day (15.09 2008) – 9:24
2. Death Request (29.09 2008) – 11:36
3. Taken for a Ride (13.10 2008) – 9:17
4. Welcome to Tally Hall (27.10 2008) – 11:37
5. Who Cares (10.11 2008) – 9:25
6. Two Wuv (24.11 2008) – 10:32
7. Fifteen Seconds of Bora (08.12 2008) – 9:08
8. The Whole World and You (22.12 2008) – 11:06
9. Potato Vs. Spoon (05.01 2009) – 8:30
10. Good Night (19.01 2009) – 10:52

#### Odcinki butelkowe
1. South by Southwest 2007 (23.12 2013) – 12:06

## Członkowie

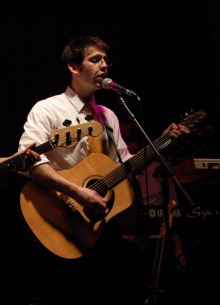
Rob Cantor

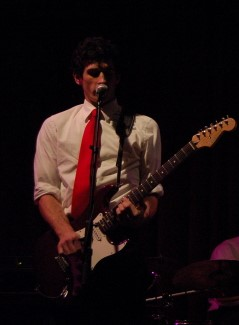
Joe Hawley

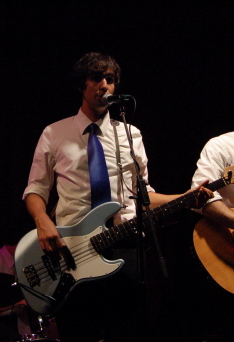
Zubin Sedghi

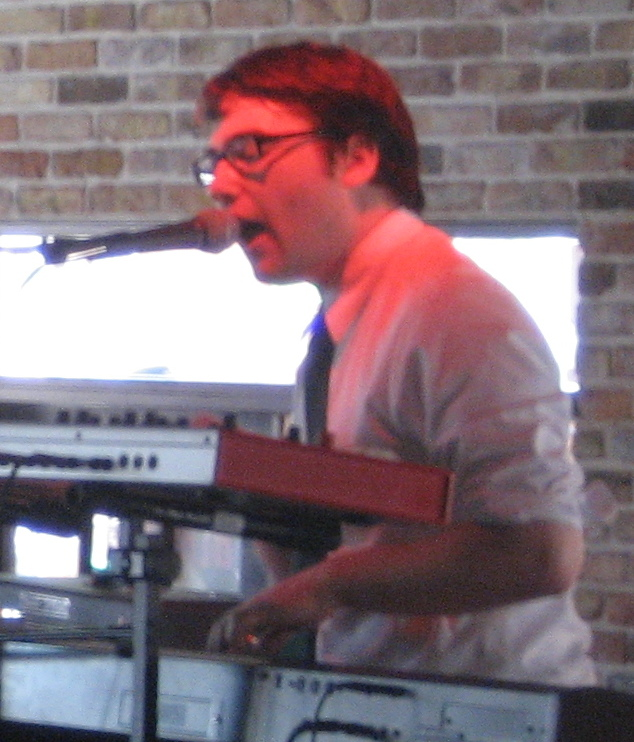
Andrew Horowitz

### Obecni członkowie
- Rob Cantor (ur. 1983, żółty krawat) - gitara, śpiew, perkusja, ukulele Od 2002
- Joe Hawley (ur. 1982, czerwony krawat) - gitara, śpiew, perkusja, ukulele Od 2002
- Zubin Sedghi (ur. 1984, niebieski krawat) - gitara basowa, śpiew Od 2002
- Andrew Horowitz (ur. 1983, zielony krawat) - keyboard, perkusja, śpiew Od 2002
- Ross Federman (ur. 1985, szary krawat) - perkusja, automat perkusyjny, śpiew Od 2004

### Byli członkowie
- Steve Gallagher (szary krawat) - perkusja  2002 - 2004

### Dodatkowi członkowie
- Casey Shea (ur. 1979, czarny krawat) - gitara, śpiew, perkusja Zastępstwo za Joe Hawleya w 2010
- Bora Karaca (ur. 1984, pomarańczowy krawat) - producent muzyczny, roadie, wokal wspierający, keyboard, perkusja, gitara akustyczna, akordeon, gwizd Od 2005

## Dyskografia

### Albumy
- Marvin's Marvelous Mechanical Museum (2005)
- Good & Evil (2011)

### Minialbumy
- Party Boobytrap (2003)
- Welcome To Tally Hall EP (2004)
- The Pingry EP (2005)
- Just a Friend EP (2019)

### Kompilacje
- Complete Demos (2004)
- Admittedly Incomplete Demos (2015)

### Single
- Banana Man (2005)
- Ruler Of Everything (2005)
- Good Day (2005)
- Welcome To Tally Hall (2005)
- Light & Night ft. Nellie McKay (2009)
- You & Me (2011)
- & (2011)
- Club Can't Handle Me ft. Casey Shea (2011)
- Nathan Naimark (2011)
- Turn The Lights Off (2022)